# Kaliforniens guvernör
Kaliforniens guvernör (engelska: Governor of California; spanska: Gobernador de California) är den högste utövaren av verkställande makt i Kaliforniens delstatsstyre. Befattningen är fastställd i delstatens konstitution, är folkvald och tjänstgör en 4-årig mandatperiod, med ett möjligt omval.
Guvernörens roll i delstaten motsvarar i stora drag USA:s president i den federala statsmakten. När befattningen är vakant eller då guvernören är oförmögen att utöva ämbetet träder Kaliforniens viceguvernör (engelska: Lieutenant Governor of California) in i rollen.
Gavin Newsom är Kaliforniens guvernör sedan den 7 januari 2019.

## Funktion
Kaliforniens guvernör är det högsta ämbetet i delstatsstyrets verkställande gren, då Kalifornien likt alla delstatsstyren i USA bygger på maktdelning likt USA:s konstitution. Till ämbetet hör en betydande utnämningsmakt till både vakanser för domarbefattningar i samtliga av delstatens domstolar samt till chefsbefattningar för Kaliforniens myndigheter inom den verkställande grenen (som kräver medgivande i Kaliforniens senat).
I egenskap av delstatens högste företrädare är det guvernören som fungerar som talesperson och förhandlare gentemot den federala statsmakten och andra delstater i USA.
Guvernören kan lägga in veto mot lagförslag från Kaliforniens delstatslegislatur, både för dessa i sin helhet eller för enskilda poster, s.k. line-item veto.
Guvernörens är även högste befälhavare för Kaliforniens nationalgarde (när det inte tagits i anspråk för federal tjänstgöring) och ständigt för dess State Guard.
Kaliforniens guvernör kan bevilja nåd för de som är dömda i delstatens domstolar.
Guvernören har ensamrätt att besluta om utlämningsförfrågningar från andra delstater, att antingen godkänna eller neka överföring av individer till åtal eller avtjäna straff i andra jurisdiktioner.

### Val
För att kunna väljas till guvernör krävs amerikanskt medborgarskap, röstberättigad i Kalifornien samt att vederbörande bosatt där minst 5 fem innan tillträdet. Guvernören kan enligt förutsättningar som anges i Kalifornierns konstitution avsättas genom revokation (engelska: recall). Revokation har hittills skett med framgång en gång under 2003 när Arnold Schwarzenegger ersatte Gray Davis som guvernör.

## Andra folkvalda befattningshavare i delstatsstyret
Förutom guvernören är även dessa befattningshavare folkvalda, vilket innebär att guvernören inte kan entlediga någon av dessa. Samtliga väljs vid samma ordinarie tidpunkt som guvernören och under samma mandatperioder.
| Befattning                           | Beskrivning                                   | chef för                                                             | Not                 |
| ------------------------------------ | --------------------------------------------- | -------------------------------------------------------------------- | ------------------- |
| Lieutenant Governor                  | Kaliforniens viceguvernör                     | (presiderar även i Kaliforniens senat samt sitter i flera styrelser) | [ 3 ] [ 9 ] [ 4 ]   |
| Attorney General                     | delstatens justitieminister och chefsåklagare | State of California Department of Justice                            | [ 10 ] [ 3 ] [ 4 ]  |
| Controller                           | delstatens controller och revisor             | California State Controller’s Office                                 | [ 11 ] [ 3 ] [ 4 ]  |
| Secretary of State                   | delstatens statssekreterare                   | California Secretary of State's Office                               | [ 12 ] [ 3 ] [ 4 ]  |
| Treasurer                            | delstatens finansminister och skattmästare    | California State Treasurer's Office                                  | [ 13 ] [ 3 ] [ 4 ]  |
| Superintendent of Public Instruction | delstatens utbildningsminister                | California Department of Education                                   | [ 14 ] [ 15 ] [ 4 ] |
| Insurance Commissioner               | delstatens konsumentskyddsminister            | California Department of Insurance                                   | [ 16 ] [ 4 ]        |

När det uppstår en vakans i något av de folkvalda ämbetena ovan så har guvernören rätt att föreslå en efterträdare som ska godkännas med enkel majoritet av båda kamrarna i Kaliforniens delstatslegislatur, men om någon omröstning inte ägt rum i bägge kamrar inom 90 dagar från guvernörens nominering räknas den ändå som godkänd.

## Lista över Kaliforniens guvernörer

Guvernörens sigill.

| Nummer | Porträtt | Namn                   | Parti                | Ämbetsperiod               | Not    |
| ------ | -------- | ---------------------- | -------------------- | -------------------------- | ------ |
| 1.     |          | Peter Hardeman Burnett | Demokrat             | 1849–1851                  | [ 17 ] |
| 2.     |          | John McDougall         | Demokrat             | 1851–1852                  | [ 17 ] |
| 3.     |          | John Bigler            | Demokrat             | 1852–1856                  | [ 17 ] |
| 4.     |          | J. Neely Johnson       | Knownothing          | 1856–1858                  | [ 17 ] |
| 5.     |          | John B. Weller         | Demokrat             | 1858–1860                  | [ 17 ] |
| 6.     |          | Milton Latham          | Demokrat (Lecompton) | 1860–1860                  | [ 17 ] |
| 7.     |          | John G. Downey         | Demokrat (Lecompton) | 1860–1862                  | [ 17 ] |
| 8.     |          | Leland Stanford        | Republikan           | 1862–1863                  | [ 17 ] |
| 9.     |          | Frederick Low          | Republikan           | 1863–1867                  | [ 17 ] |
| 10.    |          | Henry Haight           | Demokrat             | 1867–1871                  | [ 17 ] |
| 11.    |          | Newton Booth           | Republikan           | 1871–1875                  | [ 17 ] |
| 12.    |          | Romualdo Pacheco       | Republikan           | 1875–1875                  | [ 17 ] |
| 13.    |          | William Irwin          | Demokrat             | 1875–1880                  | [ 17 ] |
| 14.    |          | George Clement Perkins | Republikan           | 1880–1883                  | [ 17 ] |
| 15.    |          | George Stoneman        | Demokrat             | 1883–1887                  | [ 17 ] |
| 16.    |          | Washington Bartlett    | Demokrat             | 1887–1887                  | [ 17 ] |
| 17.    |          | Robert Waterman        | Republikan           | 1887–1891                  | [ 17 ] |
| 18.    |          | Henry Markham          | Republikan           | 1891–1895                  | [ 17 ] |
| 19.    |          | James Budd             | Demokrat             | 1895–1899                  | [ 17 ] |
| 20.    |          | Henry Gage             | Republikan           | 1899–1903                  | [ 17 ] |
| 21.    |          | George Pardee          | Republikan           | 1903–1907                  | [ 17 ] |
| 22.    |          | James Gillett          | Republikan           | 1907–1911                  | [ 17 ] |
| 23.    |          | Hiram Johnson          | Republikan           | 1911–1917                  | [ 17 ] |
| 24.    |          | William Stephens       | Republikan           | 1917–1923                  | [ 17 ] |
| 25.    |          | Friend Richardson      | Republikan           | 1923–1927                  | [ 17 ] |
| 26.    |          | Clement Calhoun Young  | Republikan           | 1927–1931                  | [ 17 ] |
| 27.    |          | James Rolph            | Republikan           | 1931–1934                  | [ 17 ] |
| 28.    |          | Frank Merriam          | Republikan           | 1934–1939                  | [ 17 ] |
| 29.    |          | Culbert Olson          | Demokrat             | 1939–1943                  | [ 17 ] |
| 30.    |          | Earl Warren            | Republikan           | 1943–1953                  | [ 17 ] |
| 31.    |          | Goodwin Knight         | Republikan           | 1953–1959                  | [ 17 ] |
| 32.    |          | Pat Brown              | Demokrat             | 1959–1967                  | [ 17 ] |
| 33.    |          | Ronald Reagan          | Republikan           | 1967–1975                  | [ 17 ] |
| 34.    |          | Jerry Brown            | Demokrat             | 1975–1983                  | [ 17 ] |
| 35.    |          | George Deukmejian      | Republikan           | 1983–1991                  | [ 17 ] |
| 36.    |          | Pete Wilson            | Republikan           | 1991–1999                  | [ 17 ] |
| 37.    |          | Gray Davis             | Demokrat             | 1999–2003                  | [ 17 ] |
| 38.    |          | Arnold Schwarzenegger  | Republikan           | 2003–2011                  | [ 17 ] |
| 39.    |          | Jerry Brown            | Demokrat             | 2011–2019                  | [ 17 ] |
| 40.    |          | Gavin Newsom           | Demokrat             | 7 januari 2019 – inkumbent | [ 17 ] |